# Hermann Geyer
Hermann Geyer, nemški general, * 7. julij 1882, † 10. april 1946.